# SLEEPER (FANATIC◇CRISISの曲)
「SLEEPER」（スリーパー）は、1997年10月29日にリリースされたFANATIC◇CRISISの通算6枚目のシングルである。発売元はフォーライフ・レコード。

## 解説
前作「SUPER SOUL」から約3か月でのリリースとなったメジャー第2弾シングル。
初動は前作の初動を3000枚ほど上回り、結果的に前作より1万枚以上多く売上。

## タイアップ
タイトル曲はテレビ朝日系『サンデージャングル』EDテーマである。

## 収録曲
全作詞:石月努
1. SLEEPER [5:17]
  - 作曲:石月努
  - 編曲:小路隆・FANATIC◇CRISIS
2. Baby's talk [4:44]
  - 作曲:Shun
  - 編曲:FANATIC◇CRISIS
3. SLEEPER (Vox Less Version) [5:17]

## 収録作品
- ONE -one for all-（#1）
- THE BEST of FANATIC◇CRISIS Single Collection01（#1）
- THE BEST of FANATIC◇CRISIS B-Side Collection（#2）